# British Rail 306 sorozat

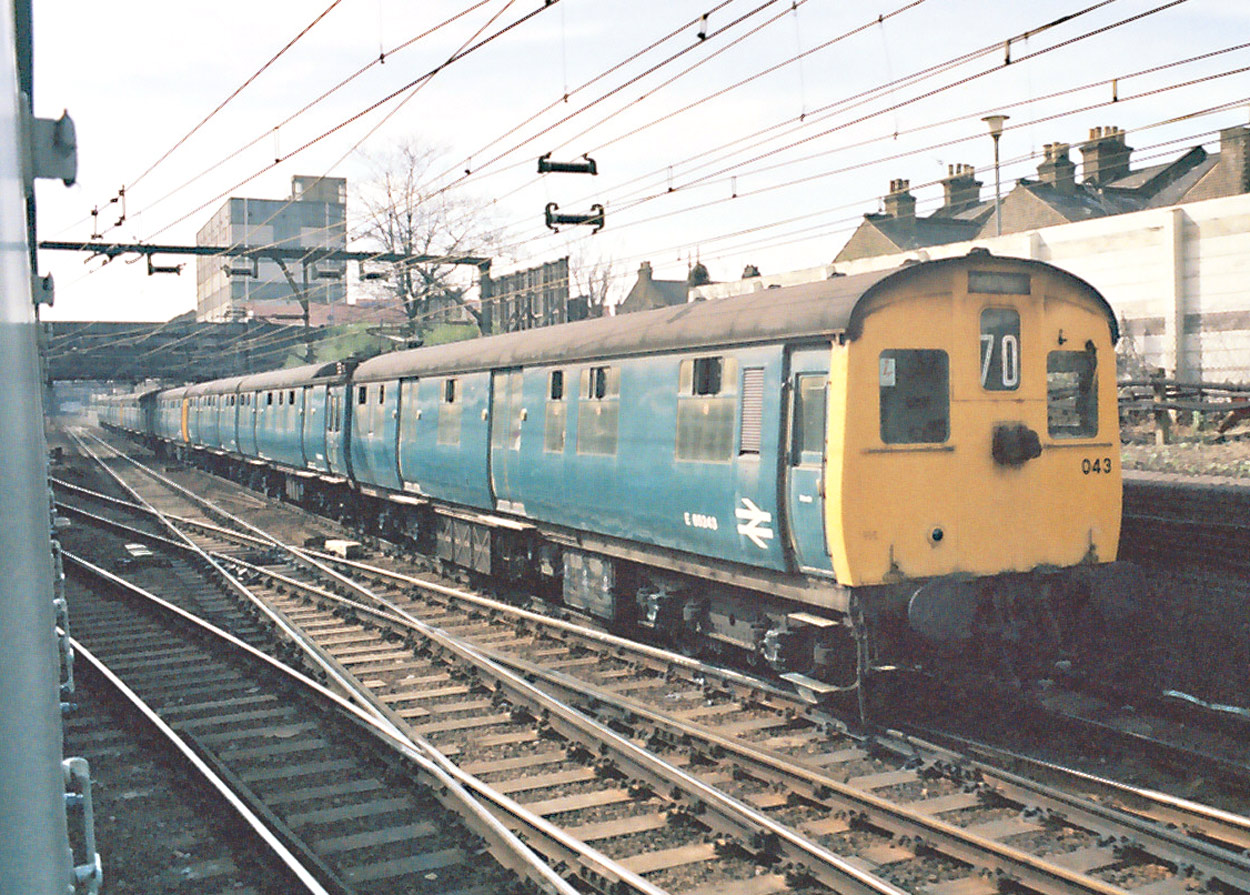
A motorvonat kék színben

A British Rail 306 sorozat egy angol háromrészes 25 kV 50 Hz-es váltakozó áramú villamosmotorvonat-sorozat volt. 1949-ben gyártott belőle 92 darabot a Metro-Cammell and Birmingham RC&W. Eredetileg 1500 V egyenárammal működött, de az 1960-as években a sorozatot átépítették, hogy a váltakozó áramú hálózaton üzemeljen. Selejtezése az 1980-as években kezdődött. A 306017 pályaszámú motorvonat megőrzésre került. Ezt visszafestették az eredeti zöld színre, az elejét pedig sárgára.